# HD 20782 b
HD 20782 b とは、地球から見てろ座の方向にあるG型主系列星のHD 20782の周囲を公転している太陽系外惑星である。2006年にアングロ・オーストラリアン惑星探査による観測で発見された。2019年までに発見された系外惑星の中で特に極端な楕円軌道を描いており、一回の公転の間に主星までの距離が0.06～2.7 auの間で変化する。

## 性質
HD 20782 b は下限質量が1.43木星質量の惑星で、離心率0.956の極端に潰れた楕円軌道を597日かけて周回している。別の研究論文では、離心率は0.97±0.01に及ぶとするものもあり、この離心率は太陽系のハレー彗星に相当する値である。
HD 20782 b の質量や軌道要素は恒星の視線速度の変化に基づいて推定されている（ドップラー分光法）が、これらに大きな影響を及ぼす近星点付近での観測が不足しているため、不確実な部分が残っている。2008年までに行われた近点付近の観測は1回のみで、これが異常値として無視できると考えると、惑星の質量や軌道について別の解釈が成り立つことが分かっている。
| 近日点での観測 | 質量     | 公転周期 | 離心率 |
| -------------- | -------- | -------- | ------ |
| 無視しない     | >1.9 MJ  | 591.9 日 | 0.97   |
| 無視する       | >0.73 MJ | 577.9 日 | 0.57   |